# Лист караїмських старійшин Аскалону

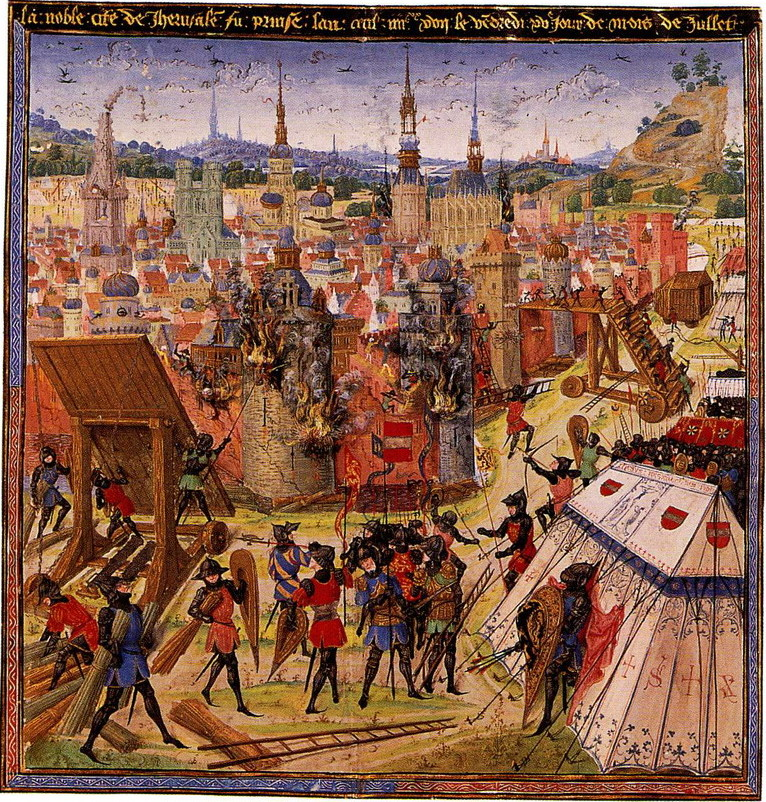
Облога Єрусалима в 1099 році.

Лист караїмських старійшин Аскалону (близько 1100 р.) — повідомлення, написане шістьма старійшинами караїмської громади Аскалона і розіслане їхнім основним релігійним діячам в Александрії через дев'ять місяців після падіння Єрусалиму під час Першого хрестового походу.
Зміст листа описує, як старійшини Аскалону об'єднали гроші, щоб заплатити первинний викуп за євреїв та святі реліквії, що перебувають у полоні хрестоносців у Єрусалимі, долю деяких з цих полонених після звільнення (включаючи їхнє перевезення до Александрії, скорочення їхньої чисельності внаслідок чуми чи смерті на морі), а також потреба в додаткових коштах для порятунку інших полонених.
Лист був написаний на юдейсько-арабській та арабській мовах із використанням староєврейського алфавіту.
Цей та інші подібні листи, пов'язані з завоюванням Єрусалиму хрестоносцями, були виявлені відомим істориком С. Гойтейном у 1952 р. серед робіт Каїрської генизи. Спершу Гойтейн опублікував свої висновки в єврейському журналі «Сіон», а потім подав частковий англійський переклад листа в «Journal of Jewish Studies» того ж року. З того часу він був перекладений у кількох інших книгах, що стосуються хрестових походів. Остаточний і найповніший англійський переклад Гойтейна з'явився в його остаточній книзі, посмертно виданій 1988 року.

## Зовнішні посилання
- University of Michigan.The letter based on Goitein's incomplete 1952 English translation (Internet Archive). Retrieved 20-08-2007.